# Antonio Bueno
Pour les articles homonymes, voir Antonio Bueno (homonymie) et Bueno.
Antonio Bueno, né le 25 septembre 1980, à Madrid, en Espagne, est un ancien joueur espagnol de basket-ball. Il évolue durant sa carrière au poste de pivot.

## Palmarès
- Finaliste du championnat d'Europe 2003
- Champion d'Espagne 2005
- 3e du championnat d'Europe des -20 ans 2000